# Олександропільська сільська рада (Білокуракинський район)
Олександропільська сільська рада — сільська рада у Білокуракинському районі Луганської області з адміністративним центром у селі Олександропіль. Населення становить 710 осіб. Щільність населення — 8,7 осіб/км².

## Населені пункти
Сільській раді підпорядковані населені пункти:
- с. Олександропіль
- с. Климівка
- с. Ляшківка
- с. Приходьківка
- с. Романівка

## Загальні відомості
Історична дата утворення: в 1930 році.
Сільська рада межує (з півночі за годинниковою стрілкою) з Танюшівською, Білолуцькою, Осинівською сільськими радами Новопсковського району, Лизинською, Павлівською, Тимошинською сільськими радами Білокуракинського району. Територія сільської ради становить 81,87 км², периметр — 51,047 км.
На території сільради присутні байрачні ліси, споруджено ставки. Задля збереження характерних степових флористичних угруповань 29 вересня 1999 року утворено ботанічну пам'ятку природи місцевого значення Олександропільську.

## Склад
Загальний склад ради: 12 депутатів. Партійний склад: Партія регіонів — 12 (100%). Голова сільради — Коюда Сергій Миколайович, секретар — Хоружина Марія Анатоліївна.
| Олександропільська сільська рада | Олександропільська сільська рада | Олександропільська сільська рада | Олександропільська сільська рада                                                                       |
| № зп                             | Прізвище, ім'я, по батькові      | Дата визнання обраним            | Відомості про обраного депутата                                                                        |
| Партія регіонів                  | Партія регіонів                  | Партія регіонів                  | Партія регіонів                                                                                        |
| -------------------------------- | -------------------------------- | -------------------------------- | --- |
| 1                                | Макаренко Ігор Миколайович       | 3 листопада 2010                 | Освіта середня, член Партії регіонів, ПП СПФ «Агро», завідувач току.                                   |
| 2                                | Сенюткіна Наталія Анатоліївна    | 3 листопада 2010                 | 3 листопада 2010 Освіта середня, член Партії регіонів, тимчасово не працює.                            |
| 3                                | Шарпань Ольга Григорівна         | 3 листопада 2010                 | Освіта середня, член Партії регіонів, філія Укрпошти, листоноша.                                       |
| 4                                | Новицька Ліна Михайлівна         | 3 листопада 2010                 | Освіта середня, член Партії регіонів, тимчасово не працює.                                             |
| 5                                | Хоружина Марина Анатоліївна      | 3 листопада 2010                 | Освіта середня, член Партії регіонів, Олександропільська сільська рада, секретар.                      |
| 6                                | Догадайло Світлана Миколаївна    | 3 листопада 2010                 | Освіта вища, член Партії регіонів, Олександропільська загальноосвітня школа, вчитель.                  |
| 7                                | Осиченко Тетяна Миколаївна       | 3 листопада 2010                 | Освіта середня, член Партії регіонів, Олександропільська загальноосвітня школа, директор.              |
| 8                                | Постоленко Алла Іванівна         | 3 листопада 2010                 | Освіта вища, член Партії регіонів, Олександропільська загальноосвітня школа, вчитель.                  |
| 9                                | Самохатенко Ірина Володимирівна  | 3 листопада 2010                 | Освіта середня, член Партії регіонів, Олександропільський фельдшерсько-акушерський пункт, завідувачка. |
| 10                               | Козешкурт Галина Іванівна        | 3 листопада 2010                 | Освіта середня, член Партії регіонів, тимчасово не працює.                                             |
| 11                               | Майстренко Оксана Олексіївна     | 3 листопада 2010                 | Освіта середня, член Партії регіонів, Олександропільська сільська рада, спеціаліст.                    |
| 12                               | Кіндратенко Світлана Василівна   | 3 листопада 2010                 | Освіта середня, член Партії регіонів, Олександропільський сільський будинок культури, бібліотекар.     |

### Керівний склад ради
| ПІБ                      | Основні відомості                                                         | Дата обрання | Дата звільнення |
| ------------------------ | ------------------------------------------------------------------------- | ------------ | --------------- |
| Коюда Сергій Миколайович | Сільський голова, 1970 року народження, освіта, безпартійний              | 26.03.2006   | 31.10.2010      |
| Коюда Сергій Миколайович | Сільський голова, 1970 року народження, освіта вища, член Партії регіонів | 31.10.2010   |                 |

Примітка: таблиця складена за даними джерела

## Економіка
На землях сільської ради господарює ПП СВФ Агро, відділення «Україна», Колеснік Володимир Іванович.